# 欧洲E77公路
欧洲E77公路（E77）是欧洲的一条国际公路，起點在匈牙利首都布達佩斯，終點在俄羅斯普斯科夫。南北走向，全长约1,690 km（1,050 mi），连接了波罗的海东岸和欧洲大陆中部。

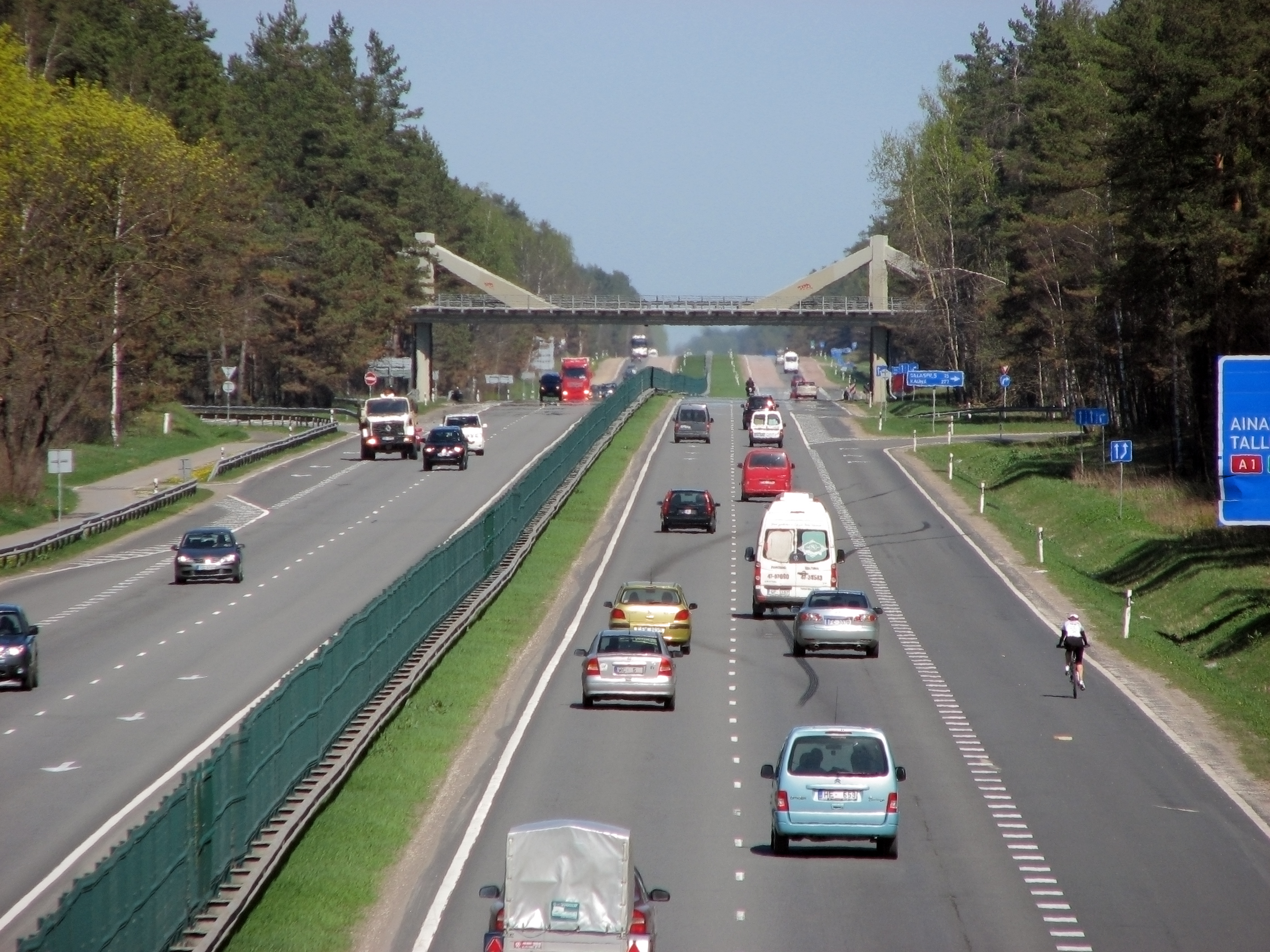
拉脫維亞里加附近的E77公路